# IJsselstadion
Het IJsselstadion was een kunstijsbaan in het westen van Deventer aan de IJssel en werd op 27 oktober 1962 geopend. Na de Jaap Edenbaan in Amsterdam was het de tweede van het land. Op 7 januari 1968 reed Fred Anton Maier hier een wereldrecord op de 5000 meter met een tijd van 7.26,2. In 1992 werden er de laatste wedstrijden verreden. De schaatsbaan werd afgebroken, op een klein stuk tribune na, waarin zich een transformatorstation bevindt, en voortaan moest men naar het nieuw gebouwde sportcomplex De Scheg, aan de andere kant van de stad.

## Grote kampioenschappen
Internationale kampioenschappen
- 1966 - EK allround mannen
- 1967 - WK allround vrouwen
- 1969 - WK allround mannen
- 1973 - WK allround mannen
- 1979 - EK allround mannen
- 1981 - EK allround mannen
- 1984 - WK allround vrouwen

Nationale kampioenschappen
- 1964 - NK allround mannen/vrouwen
- 1966 - NK allround mannen/vrouwen
- 1970 - NK allround mannen/vrouwen
- 1970 - NK sprint mannen
- 1972 - NK allround mannen/vrouwen
- 1972 - NK sprint mannen
- 1983 - NK allround mannen/vrouwen
- 1987 - NK allround mannen/vrouwen
- 1987 - NK sprint mannen/vrouwen

## Wereldrecords
| Nr. | Discipline     | Naam             | Land      | Tijd   | Datum          |
| --- | -------------- | ---------------- | --------- | ------ | -------------- |
| 1.  | 5000 meter (m) | Fred Anton Maier | Noorwegen | 7.26,2 | 7 januari 1968 |

## Schaatsbaan van D.Y.C.
De natuurijsbaan van D.Y.C. was bij de in 1879 opgerichte Deventer IJsclub in gebruik. De derde Nederlandse kampioenschappen allround schaatsen voor heren werden hier in 1905 gehouden ter gelegenheid van het 25-jarig jubileum van de Deventer club.